# Juan Antonio Flecha
Juan Antonio Flecha Giannoni (* 17. September 1977 in Junín, Argentinien) ist ein ehemaliger spanischer Radrennfahrer, der vor allem bei den Klassikern erfolgreich war. Ihm gelangen vier Podiumsplatzierungen bei der Flandern-Rundfahrt und Paris–Roubaix.

## Werdegang
Flecha wurde 2000 Profi beim Radsportteam Relax-Fuenlabrada. Im Jahr 2003 gewann er als Fahrer Banesto-Teams die 11. Etappe der Tour de France, nachdem er sich 12 km vor dem Ziel von seinen Mitausreißern abgesetzt hatte. Im folgenden Jahr fuhr er für Fassa Bortolo und gewann mit der Meisterschaft von Zürich ein Rennen des Rad-Weltcups. 2005 konnte er einen zweiten Platz bei Gent–Wevelgem, wo der Sieger Nico Mattan sich begünstigt vom Windschatten der Begleitfahrzeuge gegen Flecha durchsetzen konnte und einen dritten Platz bei Paris-Roubaix als Teil einer dreiköpfigen Spitzengruppe erzielen. Zwischen 2006 und 2009 fuhr Flecha für das niederländische Rabobank-Team. Er gewann das ProTour-Rennen GP Ouest France-Plouay 2006. Bei Paris-Roubaix Zweiter als Spurtsieger der Verfolger 52 Sekunden hinter Stuart O’Grady. Bei der Flandern-Rundfahrt 2008 wurde Flecha Dritter 15 Sekunden hinter dem Solosieger Stijn Devolder.  Saison 2010 wechselte er zum neu gegründeten Sky Professional Cycling Team, für das er in diesem Jahr den Halbklassiker Omloop Het Nieuwsblad gewann und Platz drei bei Paris-Roubaix belegte. Insgesamt platzierte sich Flecha achtmal unter den ersten zehn von Paris-Roubaix.
Ende der Saison 2013 beendete er seine Karriere als Berufsradfahrer bei der Mannschaft Vacansoleil-DCM und bestritt sein letztes Rennen bei der Tour of Beijing. Nach seiner sportlichen Laufbahn ist er unter anderem als Moderator für Eurosport tätig.

## Erfolge
| 2003 - eine Etappe Tour de France 2004 - Meisterschaft von Zürich - Giro del Lazio 2005 - eine Etappe Vuelta a la Comunidad Valenciana | 2006 - GP Ouest France-Plouay 2008 - Gesamtwertung Circuit Franco-Belge 2010 - Mannschaftszeitfahren Tour of Qatar - Omloop Het Nieuwsblad |

## Wichtige Platzierungen
Grand Tours
| Grand Tour            | 2000 | 2001 | 2002 | 2003 | 2004 | 2005 | 2006 | 2007 | 2008 | 2009 | 2010 | 2011 | 2012 | 2013 |
| --------------------- | ---- | ---- | ---- | ---- | ---- | ---- | ---- | ---- | ---- | ---- | ---- | ---- | ---- | ---- |
| Giro d’ItaliaGiro     | –    | –    | –    | –    | –    | –    | –    | –    | –    | –    | –    | –    | 36   | –    |
| Tour de FranceTour    | –    | –    | –    | 104  | 93   | 73   | 80   | 85   | DNF  | 99   | 86   | 96   | –    | 93   |
| Vuelta a EspañaVuelta | 113  | 72   | 41   | –    | –    | DNF  | –    | –    | –    | –    | –    | –    | 98   | 44   |

Monumente des Radsports
| Monument                 | 2002 | 2003 | 2004 | 2005 | 2006 | 2007 | 2008 | 2009 | 2010 | 2011 | 2012 | 2013 |
| ------------------------ | ---- | ---- | ---- | ---- | ---- | ---- | ---- | ---- | ---- | ---- | ---- | ---- |
| Mailand–Sanremo          | 34   | 64   | –    | –    | 40   | 39   | 41   | 29   | 18   | 76   | –    | 72   |
| Flandern-Rundfahrt       | 43   | 34   | 12   | 12   | 12   | 53   | 3    | 30   | 40   | 11   | 20   | 21   |
| Paris–Roubaix            | –    | 25   | 13   | 3    | 4    | 2    | 12   | 6    | 3    | 9    | 4    | 8    |
| Lüttich–Bastogne–Lüttich | 40   | 81   | 118  | –    | 85   | –    | –    | –    | –    | –    | –    | –    |
| Lombardei-Rundfahrt      | 38   | 18   | –    | –    | –    | –    | –    | –    | –    | –    | –    | 13   |

## Teams
- 2000–2001 Relax
- 2002–2003 Banesto
- 2004–2005 Fassa Bortolo
- 2006–2009 Rabobank

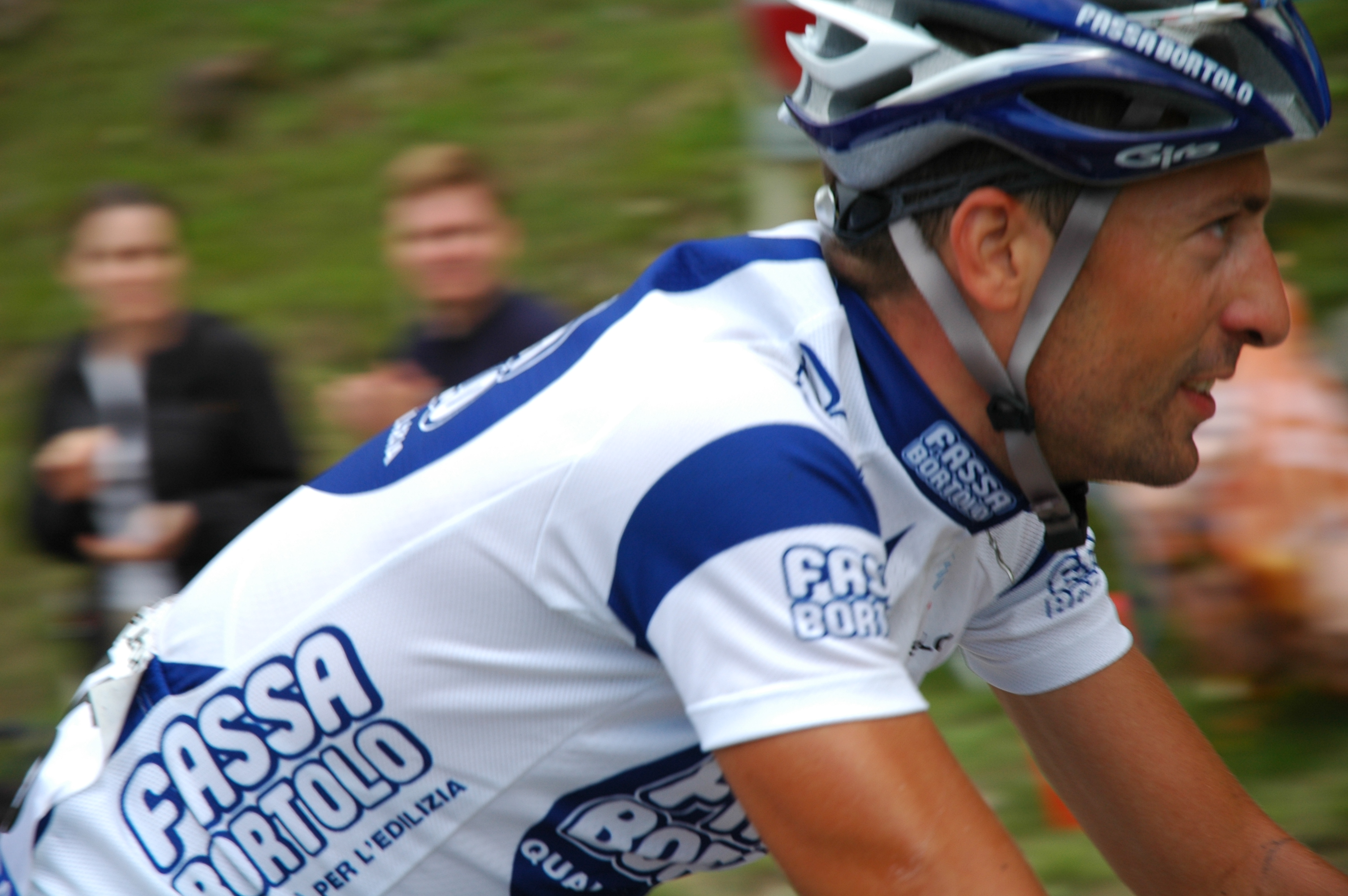
Flecha bei der 10. Etappe der Tour de France 2005.

- 2010–2012 Sky Professional Cycling Team
- 2013 Vacansoleil-DCM